# Legenda wieków

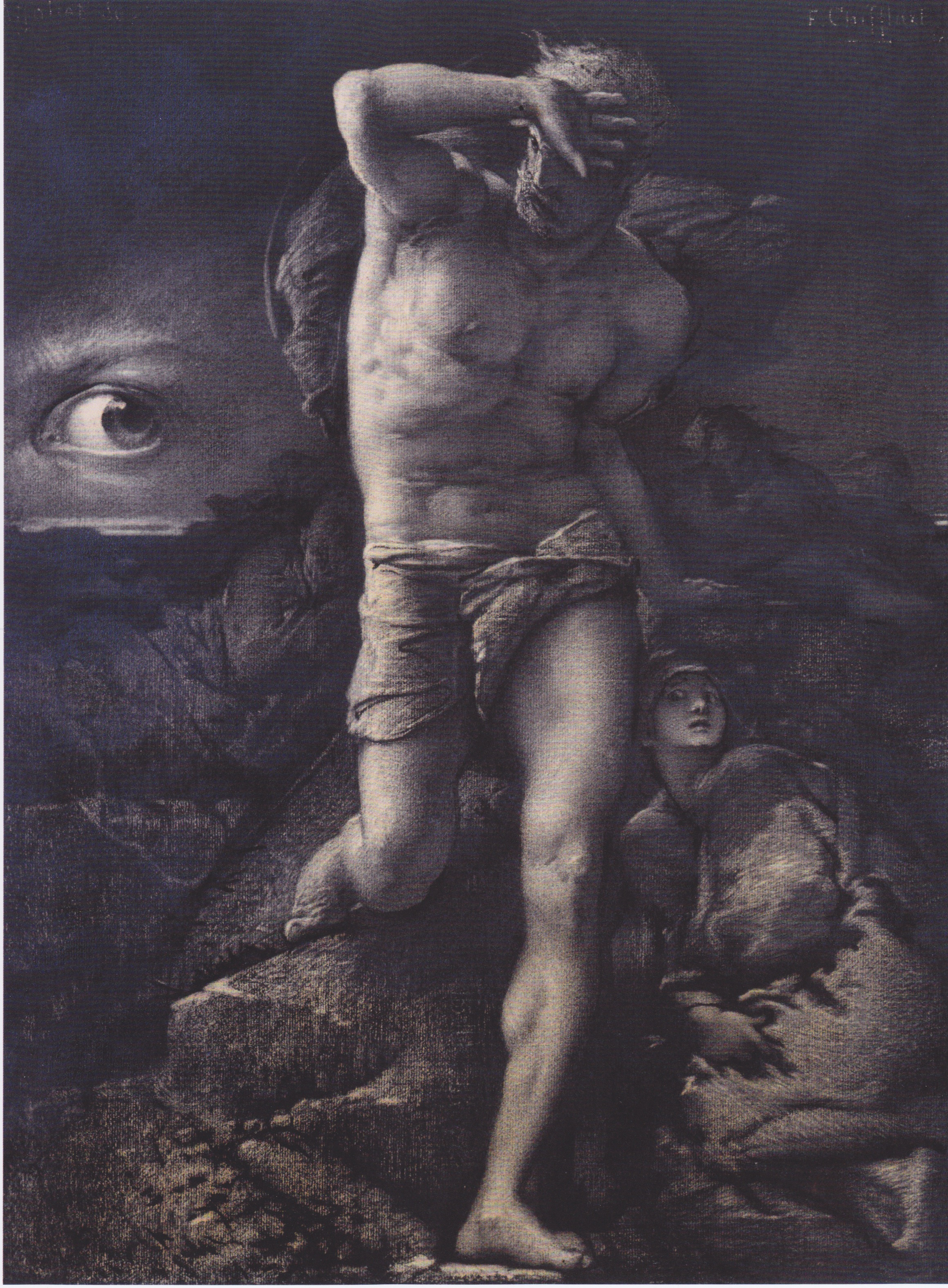
Sumienie, ilustracja do pierwszej części Legendy wieków

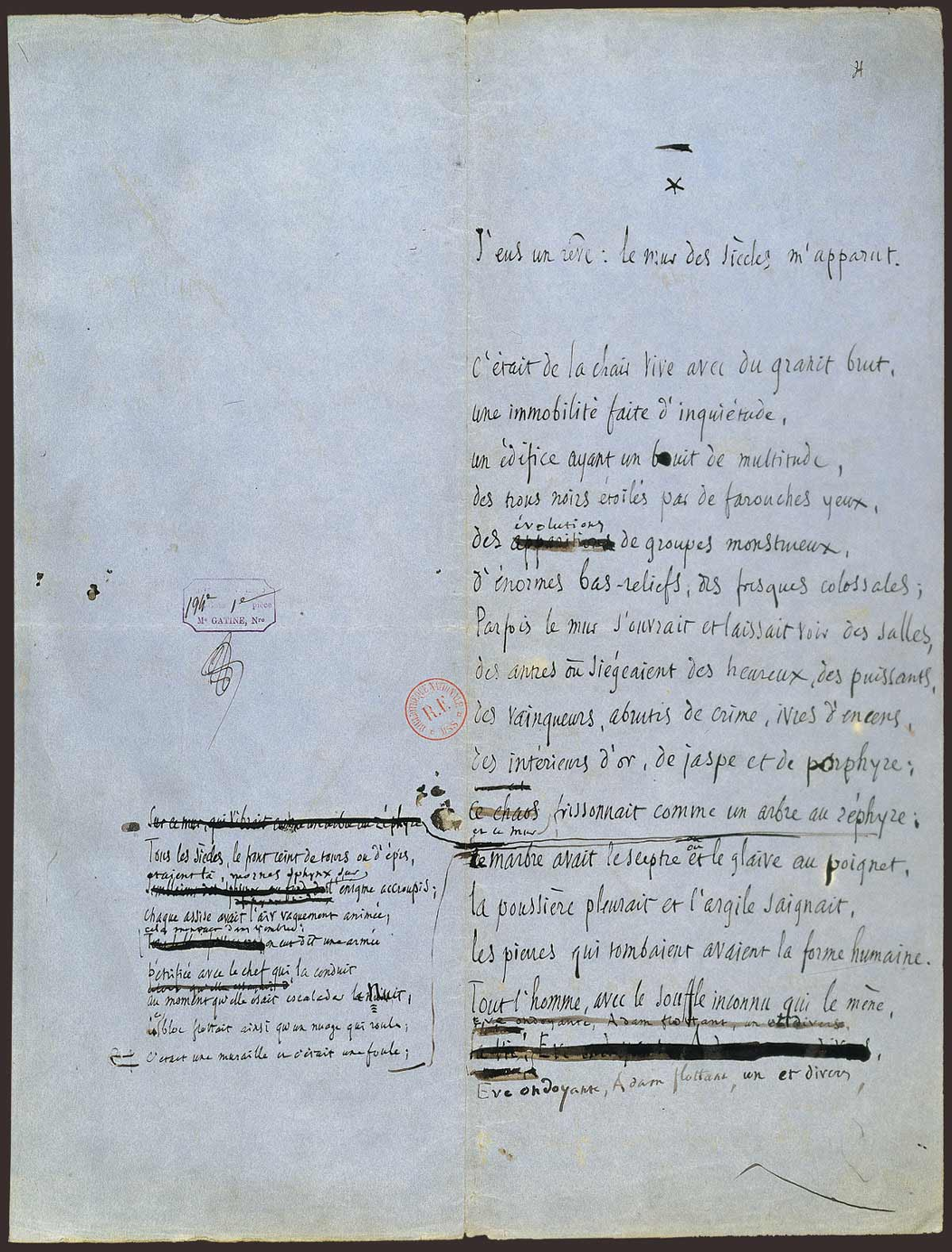
Rękopis przedmowy autorskiej zatytułowanej Wizja, z której powstała ta książka

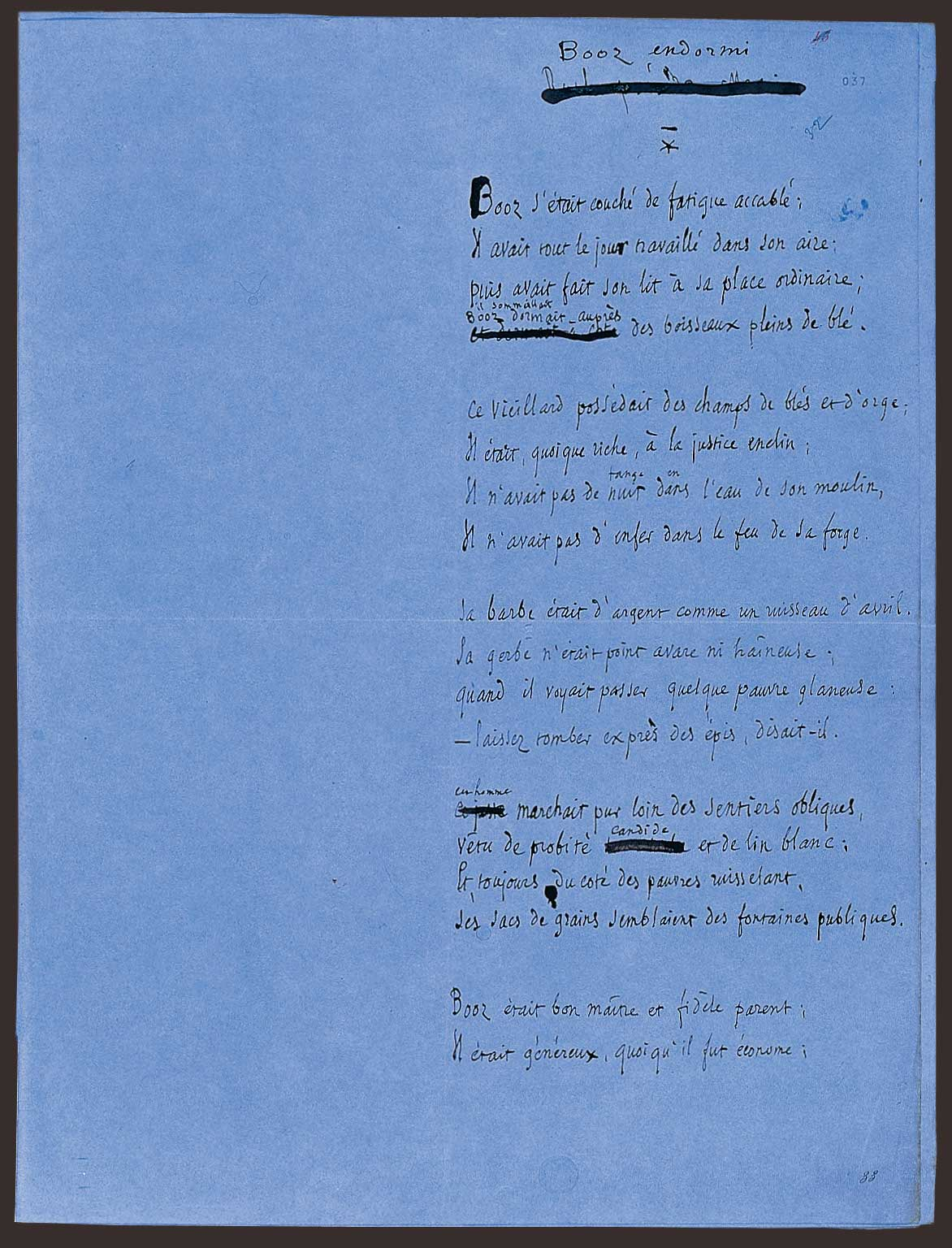
Rękopis wiersza Śpiący Booz

Legenda wieków (oryg. fr. La Légende des siècles) – poemat Wiktora Hugo, który w planach autora miał opisywać całą historię ludzkości, postępu cywilizacyjnego i przemian społecznych.
Hugo pisał Legendę wieków w latach 1855–1876, tymczasem tworząc również inne utwory. Dzieło to łączy w sobie elementy liryki i epiki, często posługuje się satyrą, zestawia realistyczne obrazy z bogactwem poetyckich wizji. Mimo podejmowania historycznych tematów nie stara się wiernie oddawać realiów przywoływanych epok, zawiera częste nieścisłości faktograficzne. W poemacie najważniejsza jest bowiem symbolika i myśl przewodnia: marsz ludzkości „z ciemności ku światłu”.
Legenda wieków została wydana w trzech seriach w 1859, 1877 i 1883 oraz w tzw. „wydaniu kompletnym”, które zmieniło kolejność utworów i najprawdopodobniej nie było przygotowane przez autora. Do dziś uważana jest za jedyną epopeję w literaturze francuskiej.

## Okoliczności powstania

### „Małe epopeje”
Około 1848 roku Wiktor Hugo planował napisanie kilku utworów poetyckich określonych roboczym tytułem „Małe epopeje”, mających poruszać problem postępu i odwiecznego dążenia człowieka zarówno do osobistej doskonałości, jak i poprawy losu całych społeczeństw. Ze względu na zaangażowanie polityczne autora pomysł ten został odłożony na później. Z kolei po zamachu stanu w 1851 Hugo zajął się tworzeniem poezji politycznej (powstał tom wierszy Chłosta oraz pamflet Napoleon Mały) i dopiero po kilku latach pobytu na wyspie Guernsey zaczął się skłaniać ponownie ku problematyce uniwersalnej: pragnął połączyć wątki społeczne z religijnymi. W 1857 zaproponował wydawcy Hetzelowi, u którego wcześniej ukazała się Chłosta oraz Zamyślenia, publikację poematów Bóg oraz Koniec Szatana, nad którymi wówczas pracował. Hetzel odmówił publikacji, uznając, że kolejne – po Zamyśleniach – wiersze metafizyczne nie zyskają popularności. W zamian zaproponował autorowi rozwinięcie pomysłu „Małych epopei”. Artysta zgodził się na zmianę planów i podjął pracę nad tym dziełem; 11 września 1857 podpisał stosowny kontrakt, zastrzegając sobie jedynie prawo do zmiany tytułu. Już wtedy zastanawiał się nad wykorzystaniem tytułów Legenda ludzka lub Legenda wieków.

### Rozwój koncepcji utworu
W miarę pracy Hugo rozszerzał zakres tematyczny dzieła, mimo przerażenia wydawcy, który przewidywał, że niewielkie objętościowo dzieło może w ten sposób poważnie się rozrosnąć, odwlekając tym samym termin ukończenia. Hetzel chciał nawet zmienić swoją wcześniejszą decyzję i zgodzić się na wydanie Boga, jednak Hugo, pełen entuzjazmu dla powstającej epopei, odłożył prace nad tym poematem.
Początkowo centralnym punktem Małych epopei miała być rewolucja francuska, uważana przez autora za kluczowy moment historii ludzkości. Z nią miały być związane kolejne utwory, poruszające problem przemocy rewolucyjnej, usprawiedliwiające jej stosowanie w obronie postępu, przedstawiające rozważania autora nad nagłymi zmianami w sytuacji społecznej. Hugo zaplanował też części poświęcone XIX i XX wiekowi. Ponownie interweniował Hetzel, żądając zachowania w całym dziele jednolitej formy epickiej i rezygnacji z nadmiernego synkretyzmu gatunkowego. Hugo ostatecznie zgodził się, uznając, że forma epopei będzie najpełniej wyrażała zadania utworu. Dopiero w tym momencie został definitywnie ustalony tytuł Legenda wieków, zaś autor zdecydował się opublikować najpierw pierwszą część, przewidując o wiele szersze niż w początkowych planach rozmiary dzieła.

## Treść

### Przedmowa
W 1859 Wiktor Hugo napisał dwie alternatywne przedmowy do Legendy wieków – pierwsza, poetycka, nosiła tytuł Wizja, z której powstała ta książka, druga stanowiła konwencjonalną przedmowę. Inspiratorem jej powstania był ponownie Hetzel, który ocenił Wizję... jako zbyt trudną w odbiorze z powodu ogromnej ilości odniesień filozoficznych i wyrafinowanego języka tekstu. Autor przyznał wydawcy rację, uznając, że jasna i niepozostawiająca wątpliwości przedmowa może pomóc czytelnikowi zrozumieć przesłanie Legendy wieków oraz jej związki z innymi dziełami Hugo. Ostatecznie zachował obydwa teksty jako dopełniające się i wspólnie tłumaczące przesłanie dzieła. Miało nim być ukazanie odwiecznego marszu człowieka ku postępowi, ciągłej walki między Bogiem i Szatanem, widocznej również w wydarzeniach z historii politycznej. Poeta twierdził jednak, że ludzkość nieodwołalnie zmierza ku dobremu, a najważniejszymi momentami w tym marszu są rewolucje, które mimo wszystkich swoich kosztów okazują się zjawiskiem jednoznacznie pozytywnym i zmieniającym świat na lepsze. Mimo ostatecznego usunięcia z Legendy wieków wiersza o rewolucji francuskiej, całość zachowała wiele odniesień i aluzji do niej.

### Część pierwsza
Pierwsza część Legendy wieków rozpoczyna się opisem wydarzeń biblijnych (historia Adama i Ewy) oraz opisanych w Ewangeliach, następnie przedstawia dzieje islamu, świadomie pomijając starożytność – epokę nielubianą przez autora i ukazaną jedynie w momencie schyłkowym. Następnie Hugo nawiązuje do Pieśni o Rolandzie, przywołuje epokę czynów rycerskich; przechodząc do renesansu, kolejne wiersze poświęca inkwizycji, odkryciom geograficznym, wojnom XVII wieku, ponownie wprowadza wątki orientalne. Całość zamyka zapowiedź szczęśliwego XX wieku oraz Sądu Ostatecznego.
Tę część poematu Hugo zadedykował całej Francji, porównując zarazem siebie do wyrosłego na jej ziemi drzewa, które – poprzez emigrację – zostało wyrwane z korzeniami.

### Druga część
Mimo niezachwianej wiary poety w postęp cywilizacji, druga część Legendy wieków pod wpływem dramatycznych wydarzeń wojny francusko-pruskiej i Komuny Paryskiej nabrała pesymistycznego wydźwięku, podkreślając kruchość dzieł ludzkich oraz małość człowieka wobec Boga i Wszechświata.
Druga część „Legendy wieków” przywoływała wątek giganto- i tytanomachii, porównując mityczne zmagania herosów i ludzi ze współczesną walką z tyranią. Ukazując różne wątki tych zmagań, Hugo nawiązał również do dramatu „Cyd” – historii średniowiecznej Francji, szuanerii i rewolucji francuskiej. Dokonywał również personifikacji sił natury.

### Trzecia część
Ostatnia część Legendy wieków została opublikowana w czerwcu 1883 i składała się wyłącznie z utworów napisanych wcześniej, lecz niewłączonych do żadnego z tomów poetyckich. W rezultacie jest to najbardziej niespójna wewnętrznie część, składająca się głównie z wierszy wizyjnych, rozważań na tematy egzystencjalne i myśli dotyczących uniwersalnych cech człowieka.

## Kompletne wydanie z roku 1883
We wrześniu 1883 ukazało się zbiorowe wydanie wszystkich trzech części „Legendy wieków”, ze zmienionym układem materiału. Nie jest pewne, na ile Wiktor Hugo nadzorował wprowadzone zmiany, w tym wiele poważnych poprawek w porównaniu z wcześniejszymi wizjami dzieła. Niewykluczone, że Hugo, wyczerpany fizycznie i psychicznie po śmierci ukochanej Juliette Drouet, pozostawił ustalenie ostatecznego kształtu utworu wydawcy i przyjaciołom.

## Odbiór krytyki

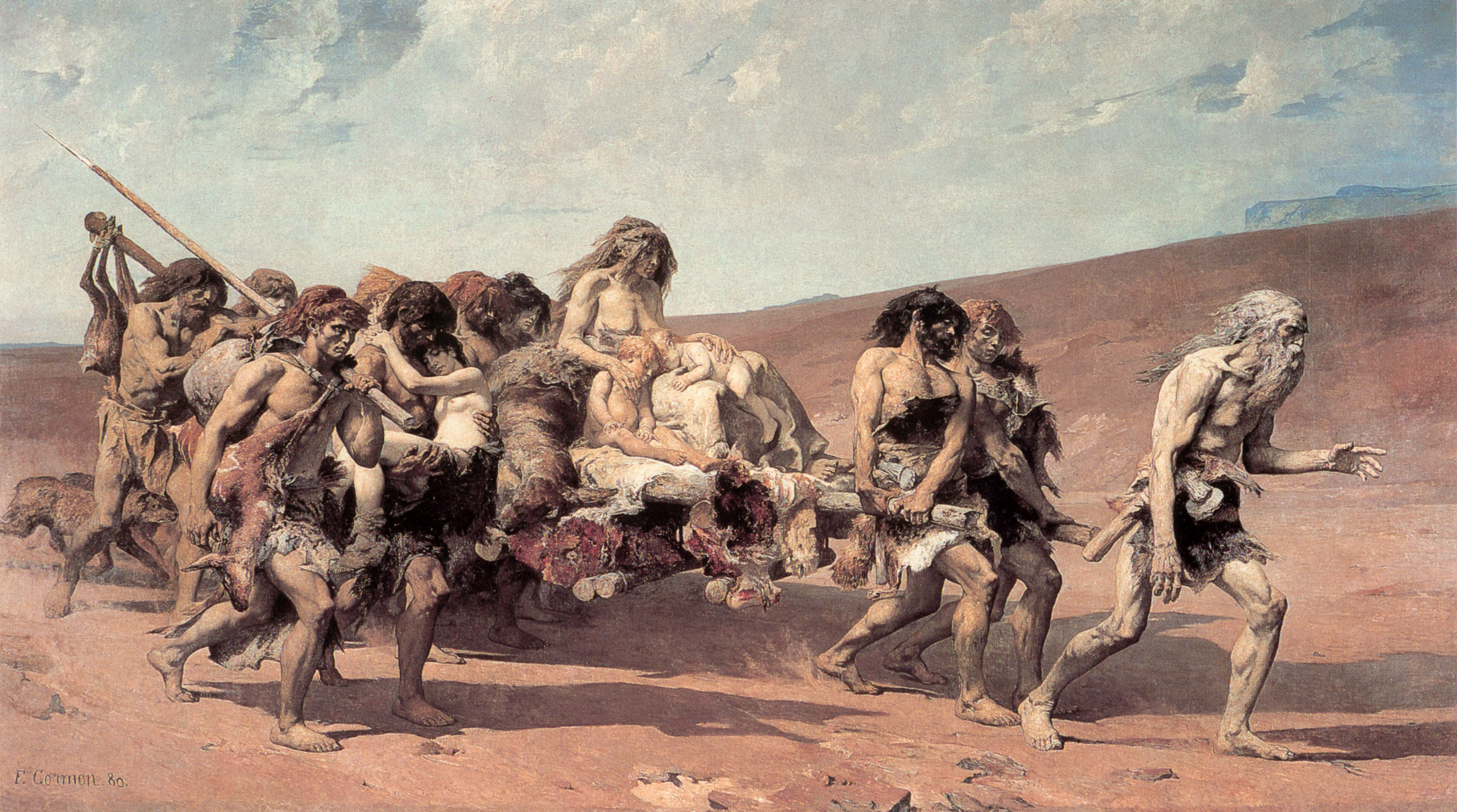
Kain, obraz Fernanda Cormona na podstawie Legendy wieków powstały w 1880

Każda z części Legendy wieków została przyjęta inaczej. Najlepsze recenzje zyskała część pierwsza: Théophile Gautier, Gustave Flaubert oraz Charles Baudelaire zachwycali się nowatorskim konceptem artystycznym oraz potęgą poetyckiej wyobraźni.
Mniej pozytywnych komentarzy uzyskała część druga – bardziej sceptyczny był również Flaubert. O ile twórczość i wyobraźnia poetycka Hugo w dalszym ciągu spotykała się z pozytywnymi recenzjami, o tyle przedstawiane przez niego opisy minionych epok były określane jako nieścisłe. Poecie zarzucono, że przedstawia własne wyobrażenie wydarzeń jako prawdę historyczną. Flaubert uznał również, że romantyczna teza nieuniknionego marszu ludzkości ku postępowi nie daje się obronić, a całe dzieło staje się w miarę kolejnych części coraz bardziej sztuczne i nierzeczywiste. Dalej poszedł w swojej krytyce Charles Leconte de Lisle, który stwierdził, że bez dokonania przez autora szczegółowych badań nad opisywanymi epokami i cywilizacjami Legenda wieków nie ma wartości, gdyż Hugo sam stworzył tezę historiozoficzną, a następnie posłużył się oderwanymi epizodami z dziejów powszechnych, by ją fałszywie udowodnić.
Legendę wieków krytykowali również realiści i naturaliści, w tym Émile Zola. Ten ostatni, szanując piękno języka literackiego Hugo oraz podkreślając potęgę wyrazu jego utworów, uznał Legendę wieków za „ostatni możliwy utwór romantyczny”. W ocenie Zoli, Hugo wydobył z estetyki romantycznej maksimum możliwości, tracąc tym samym szanse na dalszy jej rozwój. O ile krytycy byli zgodni w wysokiej ocenie artystycznej Legendy wieków, powszechnie podkreślano utopijność postulatów społecznych i politycznych poety oraz ogromny idealizm jego wizji historii i przyszłości.
Mimo tych zastrzeżeń, krytyka uznała Legendę wieków za dzieło wyjątkowe w literaturze francuskiej pod względem formy oraz tematyki. Obecnie dzieło Hugo jest traktowane jako jedyna kompletna francuska epopeja (Francjada Pierre’a de Ronsarda, która miała być francuską epopeją narodową, nie została ukończona).